# Vila Ludmily Hofmannové-Staré
Vila Antonína a Ludmily Hofmanových stojí na ulici Resslova čp. 20 v části Nová Ulice v Olomouci a je od roku 1991 kuturní památkou České republiky.

## Historie
Pro svoji sestru malířku Ludmilu Hofmanovou, rozenou Starou, v letech 1911–1912 postavil činžovní dům vilu Karel Starý mladší (1884-1918), žák Jana Kotěry. Vila je charakterizována pozdním secesním slohem. Před svou smrtí Karel Starý mladší prodloužil dům o puristickou přístavbu.

## Popis
Činžovní dům je třípodlažní secesní stavba postavena v zahradě na obdélném půdorysu orientovaná do ulice užší stranou a zakončena šikmou střechou s falcovanou plechovou krytinou. Přízemní fasáda má strukturovanou omítku, v patrech je hladká s okrovými plastickými prvky. Průčelí jsou členěna průběžnými nebo spojitými podokenními a nadokenními římsami s meziokenními prodlouženými šambránami se štukovým dekorem. Okna ve třetím patře mají obdélné a obloučkové záklenky v suprafenestře. V uličním průčelí po pravé straně vystupuje do dvou podlaží arkýř, pod ním je nika s fontánou.
Dispozičně byla stavba řešena jako kombinace trojtraktu v přední části a trojtraktu v zadní části domu. V přízemí se nacházel dvoupokojový byt pro domovníka. K dvojramennému schodišti do vyšších pater vedl vestibul. V patrech byly identické čtyřpokojové byty. Z původního bytu Ludmily Hofmanové vedlo samostatné boční schodiště do podkrovního ateliéru.